# ギニアビサウ・ペソ
ギニアビサウ・ペソは、1975年から1997年までのギニアビサウの通貨単位。 ポルトガル領ギニア・エスクードと等価として導入された。ギニアビサウの通貨は、1997年5月2日に西アフリカCFAフランに転換された。（1CFAフラン＝65ペソ）